# Perpetua Hong Kŭm-ju
Św. Perpetua Hong Kŭm-ju (ko. 홍금주 페르페투아) (ur. 1804 w Korei – zm. 26 września 1839 w Seulu) – męczennica, święta Kościoła katolickiego.

## Życiorys
Perpetua Hong Kŭm-ju urodziła się w okolicach Seulu. Dorastała w domu swojej babki. W wieku 15 lat wydano ją za mąż za poganina. Szybko straciła męża, a niedługo po nim syna. Właściciel domu, w którym mieszkała, uczył ją katechizmu. Podziwiano ją za działalność charytatywną. Podczas prześladowań została aresztowana. Poddano ją torturom, żeby wyrzekła się wiary i wskazała miejsca, gdzie ukrywają się katolicy. Ona jednak się nie załamała. Została ścięta 26 września 1839 roku w Seulu w miejscu straceń za Małą Zachodnią Bramą razem z ośmioma innymi katolikami (Magdaleną Hŏ Kye-im, Sebastianem Nam I-gwan, Julią Kim, Agatą Chŏn Kyŏng-hyŏb, Karolem Cho Shin-ch’ŏl, Ignacym Kim Che-jun, Magdaleną Pak Pong-son i Kolumbą Kim Hyo-im).

## Dzień wspomnienia
20 września (w grupie 103 męczenników koreańskich).

## Proces beatyfikacyjny i kanonizacyjny
Beatyfikowana 5 lipca 1925 roku przez Piusa XI, kanonizowana 6 maja 1984 roku w Seulu przez Jana Pawła II w grupie 103 męczenników koreańskich.